# Joan XXI
Joan XXI (Lisboa, 1215 - Viterbo, 20 de maig de 1277) él el nom que Pedro Julião va triar quan va ser elegit papa de l'Església Catòlica, per un mandat del 1276 al 1277. És considerat l'únic papa portuguès de la història. Tot i que al segle iv hi ha hagut Damas I que segons certes fonts va néixer dins el territori que molt més tard esdvindria Portugal. També és conegut com a Petrus Hispanicus, (Pietro Ispano, Petrus yspanus, «Pere de la península ibèrica»), però en aquesta època hi uns quants Pietro Ispano a Itàlia i no sempre és clar qui és qui.
La seva origen famíliar és desconeguda. Segons una hipòtesi no confirmada, hauria sigut fill del metge Julião Rebelo i de Teresa Gil o encara menys probable, fill del canceller Julià Pais. Va començar els estudis a l'escola episcopal de la catedral de Lisboa, va anar després a la Universitat de París. No se sap en quina disciplina va obtenir el títol de magister, algunes fonts elogien sense més precisió el seu alt nivell científic.
El 1250 apareix un metge Pietro Ispano a Siena, que la tradició identifica com Joan XXI. Allà hauria escriut algunes obres, entre les quals destaca Summulæ logicales, un manual de referència sobre lògica aristotèlica, que va servir com llibre de text durant més de tres-cents anys a les universitats europees, que es va traduir a nombrosos llengües. S'ha trobat una factura de 20 liures del Studium generale d'aquesta ciutat, única prova d'una activitat docent. «Les testimoniances disponibles no permeten establir un vincle cert entre Pietro Hispano, metge i escriptor, i Pietro Hispano, eclesiàstic.»
La seva carrera a l'Església comença 1261 com a diaca de la catedral de Lisboa. Posteriorment va ser nomenat arxidiaca a Vermuy, on va conèixer el papa Gregori X que el va nomenar metge particular quan va anar a viure a Roma. En aquesta època va publicar dos llibres de medicina De oculo («Dobre l'ull») i el Tesaurus pauperum en el qual descrivia cures per a tota mena de malalties.
El 1272 va ser nomenat arquebisbe de Braga fins que el 1274 va esdevenir cardenal-bisbe de Frascati. Com a cardenal de Frascati va participar en el conclave que, reunit a Viterbo, el va elegir com a successor d'Adrià V.
Durant el seu pontificat va publicar la butlla Licet felicis recordationis per la qual suavitzava les estrictes regles que el XIV Concili Ecumènic havia establert per a la celebració dels conclaves. Va actuar per reconciliar Felip III de França amb Alfons X de Castella per poder organitzar una croada contra els moros.
Va morir el 20 de maig del 1277, quan vuit dies abans, el palau papal de Viterbo va sofrir l'ensorrament de la seva sostrada i el va ferir de mort. Va rebre sepultura a la catedral de Viterbo.
A la Divina Comèdia Dante va situar Joan XXI al Paradís entre els esperits dels grans religiosos.
Les profecies de Sant Malaquies es refereixen a aquest papa com Piscator tuscus (El pescador toscà), citació que fa referència al seu nom de pila, Pere com al fet que va ser cardenal de Túsculum abans de ser elegit pontífex.

## Obres
- Spano, Piero. Tesoro de Poueri (llibre electrònic gratuït) (en italià).